# Velet
Cet article possède un paronyme, voir Valay.
Velet est une commune française située dans le département de la Haute-Saône, et la région administrative Bourgogne-Franche-Comté.

## Géographie

### Localisation
Velet est un village situé dans la région culturelle et historique de Franche-Comté, jouxtant par l'ouest Gray, et situé à vol d'oiseau à 41 km à l'est de Dijon, 51 km au sud-est de Langres, 50 km au sud-ouest de Vesoul et 41 km au nord-ouest de Besançon.
La commune se trouve dans l'aire d'attraction de Gray et dans son bassin de vie, ainsi que dans la zone d'emploi de Besançon

### Communes limitrophes
Les communes limitrophes sont  Esmoulins, Gray, Gray-la-Ville et Mantoche.

### Géologie et relief
La superficie de la commune est de 6,05 km2 ; son altitude varie de 187  à   241 mètres.

### Hydrographie

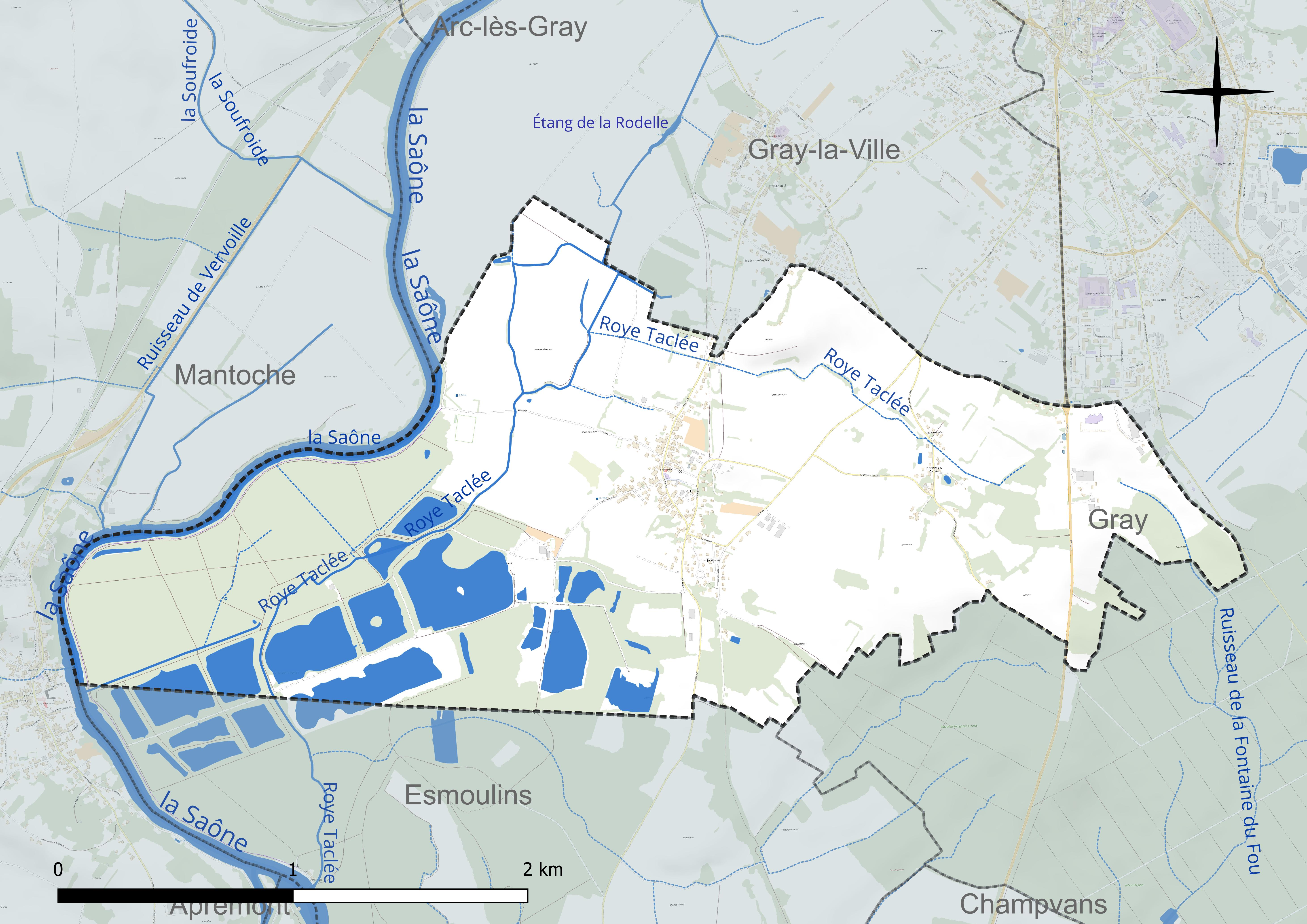
Cartte hydrographique de la commune.

Le territoire communal est limité à l'ouest par le lit de la Saône, l'un des principaux affluents du fleuve le  Rhône.
La Roye Taclée draine également ce territoire avant de confluer dans la Saône à Esmoulins
D'importants étangs se trouvent dans le Bois de la Vaivre.

### Climat
Pour des articles plus généraux, voir Climat de la Bourgogne-Franche-Comté et Climat de la Haute-Saône.
En 2010, le climat de la commune est de type climat des marges montargnardes, selon une étude du Centre national de la recherche scientifique s'appuyant sur une série de données couvrant la période 1971-2000. En 2020, Météo-France publie une typologie des climats de la France métropolitaine dans laquelle la commune est exposée à un climat semi-continental et est dans la région climatique Lorraine, plateau de Langres, Morvan, caractérisée par un hiver rude (1,5 °C), des vents modérés et des brouillards fréquents en automne et hiver.
Pour la période 1971-2000, la température annuelle moyenne est de 10,3 °C, avec une amplitude thermique annuelle de 17,6 °C. Le cumul annuel moyen de précipitations est de 932 mm, avec 12,3 jours de précipitations en janvier et 8,6 jours en juillet. Pour la période 1991-2020, la température moyenne annuelle observée sur la station météorologique de Météo-France la plus proche, « Chargey-lès-Gray », sur la commune de Chargey-lès-Gray à 7 km à vol d'oiseau, est de 11,5 °C et le cumul annuel moyen de précipitations est de 834,3 mm. 
La température maximale relevée sur cette station est de 39,3 °C, atteinte le 25 juillet 2019 ; la température minimale est de −18,2 °C, atteinte le 20 décembre 2009,,.
Les paramètres climatiques de la commune ont été estimés pour le milieu du siècle (2041-2070) selon différents scénarios d'émission de gaz à effet de serre à partir des nouvelles projections climatiques de référence DRIAS-2020. Ils sont consultables sur un site dédié publié par Météo-France en novembre 2022.

## Urbanisme

### Typologie
Au 1er janvier 2024, Velet est catégorisée petite ville, selon la nouvelle grille communale de densité à sept niveaux définie par l'Insee en 2022.
Elle est située hors unité urbaine. Par ailleurs la commune fait partie de l'aire d'attraction de Gray, dont elle est une commune du pôle principal,. Cette aire, qui regroupe 63 communes, est catégorisée dans les aires de moins de 50 000 habitants,.

### Occupation des sols

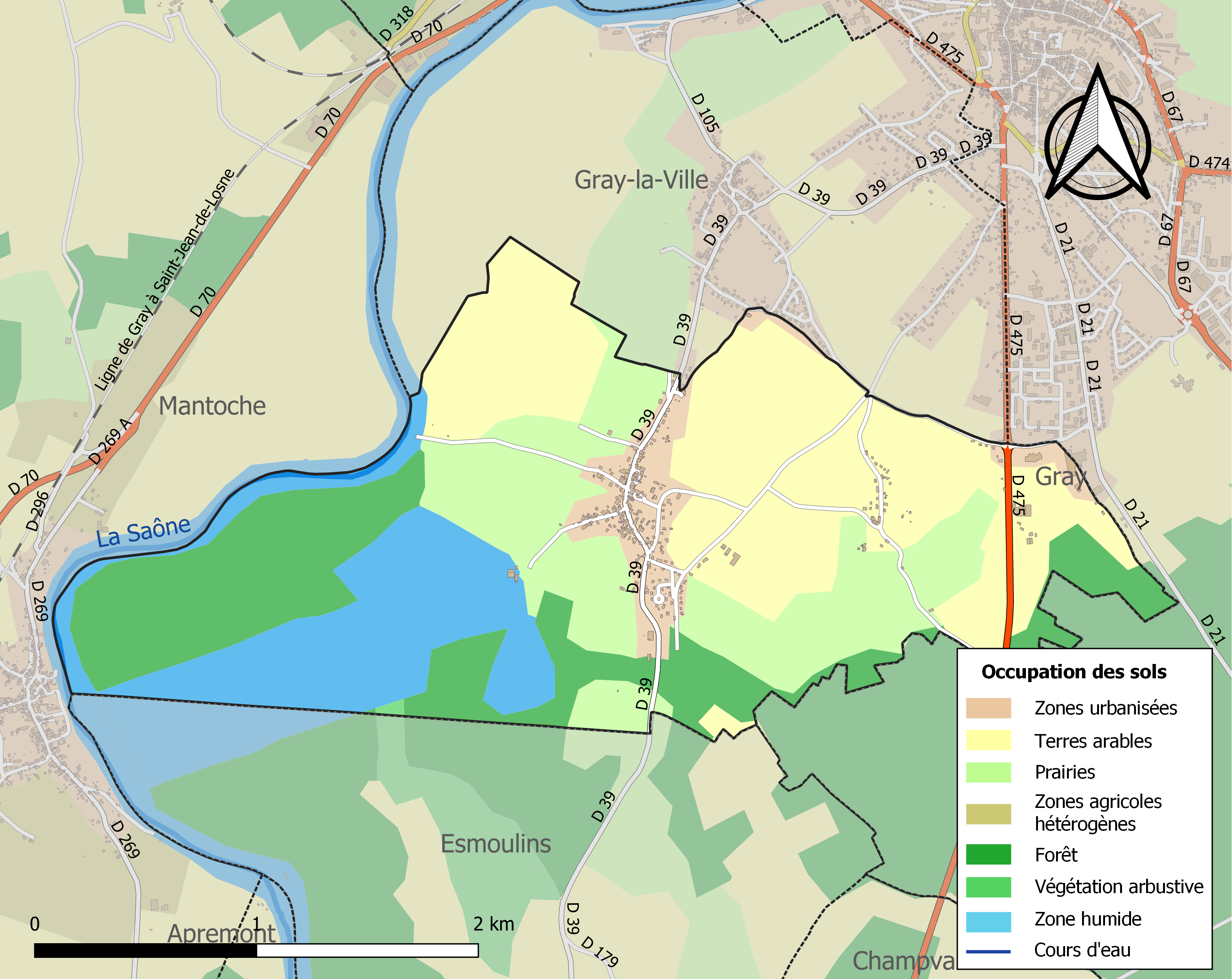
Carte des infrastructures et de l'occupation des sols de la commune en 2018 (CLC).

L'occupation des sols de la commune, telle qu'elle ressort de la base de données européenne d’occupation biophysique des sols Corine Land Cover (CLC), est marquée par l'importance des territoires agricoles (53,4 % en 2018), en diminution par rapport à 1990 (60,9 %).
La répartition détaillée en 2018 est la suivante : terres arables (32,3 %), forêts (22,6 %), prairies (21,1 %), eaux continentales (17,4 %), zones urbanisées (5,6 %), zones industrielles ou commerciales et réseaux de communication (0,8 %), milieux à végétation arbustive et/ou herbacée (0,2 %).
L'évolution de l’occupation des sols de la commune et de ses infrastructures peut être observée sur les différentes représentations cartographiques du territoire : la carte de Cassini (XVIIIe siècle), la carte d'état-major (1820-1866) et les cartes ou photos aériennes de l'IGN pour la période actuelle (1950 à aujourd'hui).

### Lieux-dits, hameaux et écarts
Le hameau de la Grange des Carmes se trouve à l'est du village.

### Habitat et logement
En 2021, le nombre total de logements dans la commune était de 190, alors qu'il était de 184 en 2016 et de 186 en 2011.
Parmi ces logements, 90 % étaient des résidences principales, 3,3 % des résidences secondaires et 6,7 % des logements vacants. Ces logements étaient pour 98,4 % d'entre eux des maisons individuelles et pour 1,6 % des appartements.
Le tableau ci-dessous présente la typologie des logements à Velet en 2021 en comparaison avec celle de la Haute-Saône et de la France entière. Une caractéristique marquante du parc de logements est ainsi la faible proportion des résidences secondaires et logements occasionnels (3,3 %) par rapport au département (6,2 %) et à la France entière (9,7 %).
| Typologie                                               | Velet | Haute-Saône | France entière |
| ------------------------------------------------------- | ----- | ----------- | -------------- |
| Résidences principales (en %)                           | 90    | 83,2        | 82,2           |
| Résidences secondaires et logements occasionnels (en %) | 3,3   | 6,2         | 9,7            |
| Logements vacants (en %)                                | 6,7   | 10,6        | 8,1            |

## Histoire

### Préhistoire
Une station néolithique a été découverte au lieu-dit Le Creux de la Serpe,,.

### Moyen Âge
Velet était un village dépendant de la mairie de Gray, mais une partie appartenait à l'abbaye de Corneux. Il fut totalement détruit par les Grandes Compagnies en 1363

## Politique et administration

### Rattachements administratifs et électoraux

#### Rattachements administratifs
La commune fait partie de l'arrondissement de Vesoul du département de la Haute-Saône, en région Bourgogne-Franche-Comté.
Elle faisait partie depuis 1801 du canton de Gray. Dans le cadre du redécoupage cantonal de 2014 en France, cette circonscription administrative territoriale a disparu, et le canton n'est plus qu'une circonscription électorale.

#### Rattachements électoraux
Pour les élections départementales, la commune fait partie depuis 2014 d'un nouveau canton de Gray, porté de 21 à 24 communes.
Pour l'élection des députés, elle fait partie de la  première circonscription de la Haute-Saône.

### Intercommunalité
La commune était l'un des fondateurs du District urbain de Gray, qui s'est transformé en 2000 pour devenir l'ancienne Communauté de communes Val de Gray.
L'article 35 de la loi no 2010-1563 du 16 décembre 2010 « de réforme des collectivités territoriales » prévoyait d'achever et de rationaliser le dispositif intercommunal en France, et notamment d'intégrer la quasi-totalité des communes françaises dans des EPCI à fiscalité propre, dont la population soit normalement supérieure à 5 000 habitants.
Dans ce cadre, le schéma départemental de coopération intercommunale (SDCI) approuvé par le préfet de Haute-Saône le 23 décembre 2011 a prévu la fusion de cette intercommunalité avec la petite communauté de communes du Pays d'Autrey, auxquelles plusieurs communes jusqu'alors isolées devraient se joindre.
La commune est donc membre depuis le 1er janvier 2013 de la nouvelle communauté de communes Val de Gray.

### Liste des maires
| Période                                  | Période                        | Identité           | Étiquette | Qualité |
| ---------------------------------------- | ------------------------------ | ------------------ | --------- | --- |
| Les données manquantes sont à compléter. |                                |                    |           | |
|                                          |                                |                    |           | |
| mars 1983                                | mars 2008                      | Bernard Simonot,   | RPR       | Instituteur à l'école Edmond-Bour Conseiller régional de Franche-Comté[Quand ?] Vice-président du conseil régional de Franche-Comté (années 1990) |
| mars 2008                                | mai 2020                       | Gilles Dumont      |           | Retraité |
| mai 2020,                                | En cours (au 30 novembre 2023) | Isabelle Schneider |           | Agent départemental à l’unité technique de Gray                                                                                                   |

## Population et société
Les habitants sont les Velettois et les Velettoises.

### Démographie
L'évolution du nombre d'habitants est connue à travers les recensements de la population effectués dans la commune depuis 1793. Pour les communes de moins de 10 000 habitants, une enquête de recensement portant sur toute la population est réalisée tous les cinq ans, les populations de référence des années intermédiaires étant quant à elles estimées par interpolation ou extrapolation. Pour la commune, le premier recensement exhaustif entrant dans le cadre du nouveau dispositif a été réalisé en 2007.

En 2022, la commune comptait 373 habitants, en évolution de −2,86 % par rapport à 2016 (Haute-Saône : −1,4 %, France hors Mayotte : +2,11 %).
| 1793 | 1800 | 1806 | 1821 | 1831 | 1836 | 1841 | 1846 | 1851 |
| ---- | ---- | ---- | ---- | ---- | ---- | ---- | ---- | ---- |
| 504  | 501  | 525  | 498  | 550  | 503  | 497  | 481  | 515  |

| 1856 | 1861 | 1866 | 1872 | 1876 | 1881 | 1886 | 1891 | 1896 |
| ---- | ---- | ---- | ---- | ---- | ---- | ---- | ---- | ---- |
| 454  | 461  | 427  | 433  | 432  | 411  | 408  | 433  | 374  |

| 1901 | 1906 | 1911 | 1921 | 1926 | 1931 | 1936 | 1946 | 1954 |
| ---- | ---- | ---- | ---- | ---- | ---- | ---- | ---- | ---- |
| 362  | 357  | 332  | 320  | 330  | 314  | 317  | 292  | 275  |

| 1962 | 1968 | 1975 | 1982 | 1990 | 1999 | 2006 | 2007 | 2012 |
| ---- | ---- | ---- | ---- | ---- | ---- | ---- | ---- | ---- |
| 313  | 332  | 383  | 410  | 426  | 445  | 434  | 432  | 385  |

| 2017 | 2022 | - | - | - | - | - | - | - |
| ---- | ---- | - | - | - | - | - | - | - |
| 393  | 373  | - | - | - | - | - | - | - |

### Cultes
La commune est dépourvue d'église et utilise le cimetière intercommunal de Gray-la-Ville.

## Culture locale et patrimoine

### Lieux et monuments
- halte fluviale sur la Saône[29].
- Plage de graviers et de sable sur la Saône, classée Natura 2000 (non surveillée)[29]
- Le chemin de halage de la Saône est aménagé en voie verte.

### Héraldique
| Blason à dessiner | Blason  | De gueules à la fasce ondée de sinople chargé d'une fasce ondée d'azur surchargée de l'inscription « VELET » en lettres capitales d'argent et surmontée de deux poissons d'argent, courbés en pal et affrontés. |
| Blason à dessiner | Détails | * Il y a là non-respect de la règle de contrariété des couleurs : ces armes sont fautives (azur sur Sinope sur gueules). Le statut officiel du blason reste à déterminer.                                       |